# Дискографија групе The Smiths
Дискографија енглеске групе The Smiths жанра алтернативни рок састоји се од четири студијска албума, једног ЕП-а, једног албума уживо, десет компилацијских албума, 22 сингла, једног видео-албума и 14 музичких спотова. Група је сарађивала с дискографским кућама Rough Trade, Sire и Warner Bros. Основали су је 1982. певач Мориси, гитариста Џони Мар, басиста Енди Рорк и бубњар Мајк Џојс.
Први сингл групе Hand in Glove објављен је у мају 1983. и доживео је неуспех, али је зато сингл након њега This Charming Man, објављен октобра 1983, достигао 25. место на британској топ-листи синглова. Године 1984. сингл What Difference Does It Make? доспео је на 12. место топ-листе у Уједињеном Краљевству (УК), а албум The Smiths достигао је 2. место на британској топ-листи албума. Њихова наредна три сингла постигла су успех јер су се нашла на списку 20 најбољих у УК. Други студијски албум Meat Is Murder из 1985. нашао се на врху топ-листа у УК, а једини сингл с тог албума That Joke Isn't Funny Anymore није успео да се пласира на листу 40 најбољих. Наредних шест синглова групе нашли су се на списку 30 најбољих у УК, а трећи студијски албум The Queen Is Dead, објављен 1986, нашао се на 2. месту у УК.
Упркос успесима групе Џони Мар ју је напустио августа 1987. због неслагања с Морисијем. Група се распала септембра 1987, с издавањем албума Strangeways, Here We Come, услед недостатка члана бенда и неуспеха да се нађе замена за истог. Strangeways, Here We Come је достигао 2. место на топ-листи у УК и 55. место на листи Билборд 200 и тако постао најбоље котирани албум групе. Почетком 1992. Warner Bros. је објавио каталог групе и учествовао као продуцент код два компилацијска албума — Best... I и ...Best II, од којих је првопоменути достигао 1. место на британској топ-листи албума. Warner Bros. је објавио још две компилације синглова 1995. и 2001, а седам година након друге и компилацију под именом The Sound of The Smiths.

## Студијски албуми
| Назив                     | Детаљи                                                                                          | Позиције на листама | Позиције на листама | Позиције на листама | Позиције на листама | Позиције на листама | Позиције на листама | Позиције на листама | Позиције на листама | Позиције на листама | Сертификати                    |
| Назив                     | Детаљи                                                                                          | УК                  | АУС                 | КАН                 | НЕМ                 | ХОЛ                 | НЗЛ                 | ШВЕ                 | САД Cashbox         | САД                 | Сертификати                    |
| ------------------------- | ----------------------------------------------------------------------------------------------- | ------------------- | ------------------- | ------------------- | ------------------- | ------------------- | ------------------- | ------------------- | ------------------- | ------------------- | ------------------------------ |
| The Smiths                | - Датум објављивања: 20. фебруар 1984. - Издавачка кућа: Rough Trade - Формат: ЛП, касета, ЦД   | 2.                  | 77.                 | 65.                 | /                   | 28.                 | 9.                  | 44.                 | 129.                | 150.                | - УК: златни                   |
| Meat Is Murder            | - Датум објављивања: 11. фебруар 1985. - Издавачка кућа: Rough Trade - Формат: ЛП, касета, ЦД   | 1.                  | 58.                 | 40.                 | 45.                 | 39.                 | 13.                 | 27.                 | 73.                 | 110.                | - УК: златни                   |
| The Queen Is Dead         | - Датум објављивања: 16. јун 1986. - Издавачка кућа: Rough Trade - Формат: ЛП, касета, ЦД       | 2.                  | 30.                 | 29                  | 33                  | 11                  | 17                  | 39                  | 59                  | 70                  | - УК: платинасти - САД: златни |
| Strangeways, Here We Come | - Датум објављивања: 28. септембар 1987. - Издавачка кућа: Rough Trade - Формат: ЛП, касета, ЦД | 2.                  | 28.                 | 27.                 | 33.                 | 20.                 | 14.                 | 13.                 | 29.                 | 55.                 | - УК: златни - САД: златни     |

## Албуми уживо
| Назив | Детаљи | Позиције на листама | Позиције на листама | Позиције на листама | Позиције на листама | Позиције на листама | Позиције на листама | Позиције на листама | Позиције на листама | Позиције на листама | Сертификати  |
| Назив | Детаљи | УК                  | АУС                 | КАН                 | НЕМ                 | ХОЛ                 | НЗЛ                 | ШВЕ                 | САД Cashbox         | САД                 | Сертификати  |
| ----- | --- | ------------------- | ------------------- | ------------------- | ------------------- | ------------------- | ------------------- | ------------------- | ------------------- | ------------------- | ------------ |
| Rank  | - Датум објављивања: 5. септембар 1988. - Издавачка кућа: Rough Trade, Sire - Формат: ЛП, касета, ЦД, ДАТ | 2.                  | 30.                 | 82.                 | 47.                 | 42.                 | 25.                 | 32.                 | 54.                 | 77.                 | - УК: златни |

## Компилацијски албуми
| Назив                                                                           | Детаљи | Позиције на листама | Позиције на листама | Позиције на листама | Позиције на листама | Позиције на листама | Позиције на листама | Позиције на листама | Позиције на листама | Позиције на листама | Позиције на листама | Позиције на листама | Сертификати                |
| Назив                                                                           | Детаљи | УК                  | АУС                 | КАН                 | НЕМ                 | ИРС                 | ХОЛ                 | НЗЛ                 | НОР                 | ШВЕ                 | САД Cashbox         | САД                 | Сертификати                |
| ------------------------------------------------------------------------------- | --- | ------------------- | ------------------- | ------------------- | ------------------- | ------------------- | ------------------- | ------------------- | ------------------- | ------------------- | ------------------- | ------------------- | -------------------------- |
| Hatful of Hollow                                                                | - Датум објављивања: 12. новембар 1984. - Издавачка кућа: Rough Trade - Формат: ЛП, касета, ЦД                                                    | 7.                  | /                   | 91.                 | /                   | /                   | /                   | 21.                 | /                   | 28.                 | /                   | /                   | - УК: платинасти           |
| The World Won't Listen                                                          | - Датум објављивања: 23. фебруар 1987. - Издавачка кућа: Rough Trade - Формат: ЛП, касета, ЦД                                                     | 2.                  | 25.                 | /                   | 41.                 | /                   | 15.                 | 16.                 | 17.                 | 19.                 | /                   | /                   | - УК: златни               |
| Louder Than Bombs                                                               | - Датум објављивања: 30. март 1987. - Издавачка кућа: Rough Trade, Sire - Формат: ЛП, касета, ЦД                                                  | 38.                 | /                   | 29.                 | /                   | /                   | /                   | /                   | /                   | /                   | 27.                 | 62.                 | - УК: златни - САД: златни |
| Best... I                                                                       | - Датум објављивања: 17. август 1992. - Издавачка кућа: WEA - Формат: ЛП, касета, ЦД                                                              | 1.                  | 46.                 | 38.                 | /                   | 56.                 | 74.                 | 15.                 | 35.                 | 45.                 | 49.                 | 139.                | - УК: златни               |
| ...Best II                                                                      | - Датум објављивања: 2. новембар 1992. - Издавачка кућа: WEA - Формат: ЛП, касета, ЦД                                                             | 29.                 | /                   | /                   | /                   | /                   | /                   | /                   | /                   | /                   | /                   | /                   | - УК: златни               |
| Singles                                                                         | - Датум објављивања: 20. фебруар 1995. - Издавачка кућа: WEA - Формат: ЦД                                                                         | 5.                  | /                   | /                   | /                   | 26.                 | /                   | /                   | /                   | /                   | /                   | /                   | - УК: платинасти           |
| The Very Best of The Smiths                                                     | - Датум објављивања: 4. јун 2001. - Издавачка кућа: WEA - Формат: ЦД                                                                              | 30.                 | /                   | /                   | /                   | 34.                 | /                   | /                   | /                   | /                   | /                   | /                   | - УК: платинасти           |
| The Sound of The Smiths                                                         | - Датум објављивања: 10. новембар 2008. - Издавачка кућа: WEA - Формат: ЦД                                                                        | 21.                 | /                   | /                   | /                   | 28.                 | /                   | /                   | /                   | /                   | /                   | 98.                 | - УК: платинасти           |
| The Smiths Singles Box                                                          | - Датум објављивања: 8. децембар 2008. - Издавачка кућа: WEA - Формат: 12 × 7" винил, 12 × ЦД                                                     | /                   | /                   | /                   | /                   | /                   | /                   | /                   | /                   | /                   | /                   | /                   |                            |
| Complete                                                                        | - Датум објављивања: 26. септембар 2011. 3. октобар 2011. - Издавачка кућа: Rhino - Формат: 8 × ЦД, 8 × ЛП, 8 × ЦД + 8 × ЛП + 25 × 7" винил + ДВД | 63.                 | /                   | /                   | /                   | 75.                 | /                   | /                   | /                   | /                   | /                   | /                   |                            |
| „/” означава да се албум није пласирао на листу или није објављен у тој држави. | |                     |                     |                     |                     |                     |                     |                     |                     |                     |                     |                     |                            |

## ЕП-ови
| Назив             | Детаљи                                                   | Референце     |
| ----------------- | -------------------------------------------------------- | ------------- |
| GIV 1             | - Издавачка кућа: New Musical Express - Формат: 7" винил | [ 27 ] [ 28 ] |
| The Peel Sessions | - Издавачка кућа: Strange Fruit - Формат: 12" винил, ЦД  | [ 5 ]         |

## Синглови
| Година | Назив                                             | Позиције на листама | Позиције на листама | Позиције на листама | Позиције на листама | Позиције на листама | Сертификати   | Албум                                             |
| Година | Назив                                             | УК                  | АУС                 | ИРС                 | НЗЛ                 | УС денс             | Сертификати   | Албум                                             |
| ------ | ------------------------------------------------- | ------------------- | ------------------- | ------------------- | ------------------- | ------------------- | ------------- | ------------------------------------------------- |
| 1983.  | Hand in Glove                                     | 124.                | /                   | /                   | /                   | /                   |               | сингл без албума                                  |
| 1983.  | This Charming Man                                 | 25.                 | 52.                 | /                   | 15.                 | /                   | - УК: златни  | сингл без албума                                  |
| 1984.  | What Difference Does It Make?                     | 12.                 | /                   | 12.                 | /                   | /                   |               | The Smiths                                        |
| 1984.  | Heaven Knows I'm Miserable Now                    | 10.                 | /                   | 11.                 | /                   | /                   |               | сингл без албума                                  |
| 1984.  | William, It Was Really Nothing                    | 17.                 | /                   | 8.                  | /                   | /                   |               | сингл без албума                                  |
| 1985.  | How Soon Is Now?                                  | 24.                 | /                   | 5.                  | 39.                 | 36.                 | - УК: сребрни | сингл без албума                                  |
| 1985.  | Shakespeare's Sister                              | 26.                 | /                   | 11.                 | /                   | /                   |               | сингл без албума                                  |
| 1985.  | Barbarism Begins at Home                          | /                   | /                   | /                   | /                   | /                   |               | Meat Is Murder                                    |
| 1985.  | That Joke Isn't Funny Anymore                     | 49.                 | /                   | 20.                 | /                   | /                   |               | Meat Is Murder                                    |
| 1985.  | The Boy with the Thorn in His Side                | 23.                 | /                   | 15.                 | 46.                 | 49.                 |               | The Queen Is Dead                                 |
| 1986.  | Bigmouth Strikes Again                            | 26.                 | /                   | /                   | 40.                 | /                   |               | The Queen Is Dead                                 |
| 1986.  | Panic                                             | 11.                 | /                   | 7.                  | /                   | /                   |               | сингл без албума                                  |
| 1986.  | Ask                                               | 14.                 | /                   | 9.                  | /                   | /                   |               | сингл без албума                                  |
| 1987.  | Shoplifters of the World Unite                    | 12.                 | /                   | 7.                  | /                   | /                   |               | сингл без албума                                  |
| 1987.  | Sheila Take a Bow                                 | 10.                 | /                   | 3.                  | /                   | /                   |               | сингл без албума                                  |
| 1987.  | Girlfriend in a Coma                              | 13.                 | /                   | 12.                 | 29.                 | /                   |               | Strangeways, Here We Come                         |
| 1987.  | I Started Something I Couldn't Finish             | 23.                 | /                   | 13.                 | /                   | /                   |               | Strangeways, Here We Come                         |
| 1987.  | Last Night I Dreamt That Somebody Loved Me        | 30.                 | /                   | 17.                 | /                   | /                   |               | Strangeways, Here We Come                         |
| 1987.  | Stop Me If You Think You've Heard This One Before | /                   | 91.                 | /                   | 31.                 | /                   |               | Strangeways, Here We Come                         |
| 1992.  | This Charming Man (реиздање)                      | 8.                  | /                   | 9.                  | /                   | /                   | - УК: златни  | Best... I                                         |
| 1992.  | How Soon Is Now? (реиздање)                       | 16.                 | /                   | /                   | /                   | /                   | - УК: сребрни | Best... I                                         |
| 1992.  | There Is a Light That Never Goes Out              | 25.                 | /                   | 22.                 | /                   | /                   | - УК: сребрни | ...Best II                                        |
| 1995.  | Ask (реиздање)                                    | 62.                 | /                   | /                   | /                   | /                   |               | Singles                                           |
| 1995.  | Sweet and Tender Hooligan                         | /                   | /                   | /                   | /                   | /                   |               | Singles                                           |
| 2017.  | The Boy with the Thorn in His Side (демо)         | 172.                | /                   | /                   | /                   | /                   |               | The Queen Is Dead (колекционарско издање из 2017) |
| 2017.  | The Queen Is Dead                                 | 85.                 | /                   | /                   | /                   | /                   |               | The Queen Is Dead (колекционарско издање из 2017) |

## Остала издања
| Година | Назив                                          | Позиције на листама | Сертификати   | Албум    |
| Година | Назив                                          | УК                  | Сертификати   | Албум    |
| ------ | ---------------------------------------------- | ------------------- | ------------- | -------- |
| 2011.  | Please, Please, Please, Let Me Get What I Want | 121.                | - УК: сребрни | Complete |

## Видео-албуми
| Назив                | Детаљи                                                           | Референце |
| -------------------- | ---------------------------------------------------------------- | --------- |
| The Complete Picture | - Издавачка кућа: WEA - Формат: ВХС / LaserDisc / ДВД / Видео ЦД | [ 33 ]    |

## Музички спотови
| Година | Назив                                                        | Редитељ(и)               | Напомене | Референце |
| ------ | ------------------------------------------------------------ | ------------------------ | --- | --------- |
| 1985.  | How Soon Is Now?                                             | Пола Гриф и Ричард Левин | | [ 34 ]    |
| 1985.  | The Boy with the Thorn in His Side                           | Кен О’Нил                | | [ 35 ]    |
| 1986.  | The Queen Is Dead/Panic/There Is a Light That Never Goes Out | Дерек Џарман             | Кратак филм за фестивал у Единбургу 1986.                                                                                 | [ 36 ]    |
| 1986.  | Panic                                                        | Дерек Џарман             | Промо-спот за песму састоји се из снимака с концерата и сцена из Џармановог филма.                                        | [ 36 ]    |
| 1986.  | Ask                                                          | Дерек Џарман             | | [ 36 ]    |
| 1987.  | Shoplifters of the World Unite                               | Тамра Дејвис             | Садржи снимке из емисије The Tube, у којој су учествовали чланови групе у априлу 1987, и сцене из филма Место под сунцем. | [ 35 ]    |
| 1987.  | Sheila Take a Bow                                            | Тамра Дејвис             | | [ 37 ]    |
| 1987.  | Girlfriend in a Coma                                         | Тим Броуд                | | [ 38 ]    |
| 1987.  | Stop Me If You Think You've Heard This One Before            | Тим Броуд                | Издавање песме којој је био намењен спот је отказано.                                                                     | [ 39 ]    |
| 1987.  | I Started Something I Couldn't Finish                        | Тим Броуд                | Промо-спот издат наком распада групе. Садржи сцене из спота песме Stop Me If You Think You've Heard This One Before.      | [ 40 ]    |
| 1988.  | Ask (уживо)                                                  | Питер Фаулер             | Промо-спот који је коришћен за промоцију албума Rank.                                                                     | [ 41 ]    |
| 1992.  | This Charming Man                                            | непознат                 | Садржи снимке из емисије The Tube из 1983. године                                                                         | [ 35 ]    |
| 1992.  | There Is a Light That Never Goes Out                         | Тим Броуд                | Садржи снимке из промо спота песме Stop Me If You Think You've Heard This One Before.                                     | [ 42 ]    |